# Афганистан на летних Олимпийских играх 1972
Королевство Афганистан принимало участие в Летних Олимпийских играх 1972 года в Мюнхене (ФРГ) в седьмой раз за свою историю, но не завоевало ни одной медали. Страну представляли 8 борцов (согласно отчёту было заявлено 15 спортсменов и 2 официальных лица).

## Результаты

### Борьба
Вольная борьба
Соревнования в борьбе проводились по системе с выбыванием. Спортсмен, набравший 6 и более штрафных очков покидал соревнования. За один поединок максимально можно было получить 4 штрафных очка.
| Соревнование | Спортсмены      | Первый раунд                  | Второй раунд                  | Третий раунд                     | Четвёртый раунд      | Пятый раунд          | Шестой раунд         | Финал                | Место                |
| Соревнование | Спортсмены      | Соперник Результат            | Соперник Результат            | Соперник Результат               | Соперник Результат   | Соперник Результат   | Соперник Результат   | Соперник Результат   | Место                |
| ------------ | --------------- | ----------------------------- | ----------------------------- | -------------------------------- | -------------------- | -------------------- | -------------------- | -------------------- | -------------------- |
| до 52 кг     | Мохаммад Арреф  | Арсен Алахвердиев (URS) П 3:1 | Киёми Като (JPN) П 4:0        | Завершил выступление             | Завершил выступление | Завершил выступление | Завершил выступление | Завершил выступление | Завершил выступление |
| до 57 кг     | Гулам Сидир     | Ристо Дарлев (YUG) В 0:4      | Хорхе Рамос (CUB) П 3:1       | Прем Натх (IND) П 4:0            | Завершил выступление | Завершил выступление | Завершил выступление | Завершил выступление | Завершил выступление |
| до 62 кг     | Ахмад Джан      | Киёси Абэ (JPN) П 3,5:0,5     | Якоб Таннер (SUI) В 1:3       | Герхард Вайзенбергер (FRG) П 3:1 | Завершил выступление | Завершил выступление | Завершил выступление | Завершил выступление | Завершил выступление |
| до 74 кг     | Шакар Хан Шакар | Ян Карлссон (SWE) П 4:0       | Мухаммад Ягуб (PAK) Ничья 2:2 | Завершил выступление             | Завершил выступление | Завершил выступление | Завершил выступление | Завершил выступление | Завершил выступление |
| до 82 кг     | Гулам Дастагир  | Курт Эльмгрен (SWE) П 4:0     | Ян Выпёрчик (POL) П 4:0       | Завершил выступление             | Завершил выступление | Завершил выступление | Завершил выступление | Завершил выступление | Завершил выступление |

Греко-римская борьба
Соревнования в борьбе проводились по системе с выбыванием. Спортсмен, набравший 6 и более штрафных очков покидал соревнования. За один поединок максимально можно было получить 4 штрафных очка.
| Соревнование | Спортсмены             | Первый раунд                   | Второй раунд                   | Третий раунд                  | Четвёртый раунд      | Пятый раунд          | Шестой раунд         | Финал                | Место                |
| Соревнование | Спортсмены             | Соперник Результат             | Соперник Результат             | Соперник Результат            | Соперник Результат   | Соперник Результат   | Соперник Результат   | Соперник Результат   | Место                |
| ------------ | ---------------------- | ------------------------------ | ------------------------------ | ----------------------------- | -------------------- | -------------------- | -------------------- | -------------------- | -------------------- |
| до 57 кг     | Алам Мир               | Рустем Казаков (URS) П 3,5:0,5 | Карло Чович (YUG) П 4:0        | Завершил выступление          | Завершил выступление | Завершил выступление | Завершил выступление | Завершил выступление | Завершил выступление |
| до 62 кг     | Мохаммад Эбрахим Хедри | Стелиос Мигиакис (GRE) П 4:0   | Завершил выступление           | Завершил выступление          | Завершил выступление | Завершил выступление | Завершил выступление | Завершил выступление | Завершил выступление |
| до 68 кг     | Джан-Ака Джан          | Таге Юль Вейрум (DEN) П 3:1    | Альберто Бремаунтц (MEX) В 0:4 | Манфред Шёндорфер (FRG) П 4:0 | Завершил выступление | Завершил выступление | Завершил выступление | Завершил выступление | Завершил выступление |